# Benvenuti a casa mia
Benvenuti a casa mia (À bras ouverts) è un film del 2017 diretto da Philippe de Chauveron.

## Trama
Jean-Etienne Fougerole è un ricco borghese "di sinistra", docente universitario e attivista per l'uguaglianza delle persone. In un dibattito televisivo viene sfidato dall'avversario Barzach ad accogliere una famiglia rom in casa. Fougerole accetta la sfida e comunica in diretta televisiva il proprio indirizzo, tutto per promuovere il proprio libro, "A braccia aperte".
Nel frattempo la famiglia rom di Babik, composta da sua moglie Somerta, nonna Simza, i figli Fernanda, Lulughia, Piti e Renata, il nipotino e un altro parente matto, Crouch, alloggia in una roulotte sotto un ponte e accoglie il francese Erwan Berruto, rimasto senza casa per un'ingiunzione di sfratto. Proprio Berruto indica alla famiglia di Babik l'intervista di Fougerole e suggerisce loro di farsi accogliere dall'uomo.
Fougerole si ritrova alla porta Babik e famiglia: assieme alla moglie Daphné si ritrova incastrato tra gli ideali tanto sbandierati in TV di accoglienza e fratellanza e la praticità di ospitare nel proprio prato una famiglia di sconosciuti chiassosa, rumorosa, sporca e con un maiale a carico. Il figlio Lionel, più radical chic, ricorda ai genitori la voglia di cambiamento della loro gioventù: alla fine Babik e famiglia vengono accolti, assieme a Berruto, che si finge rom. Fougerole viene ribattezzato "Brazaperte" da Babik.
La convivenza, però, inizia pessimamente: il maiale lorda il giardino, la nonna pesca dal laghetto, Crouch caccia le talpe e la famiglia parte la mattina per andare a chiedere l'elemosina e rubare rame. Tuttavia, Fougerole viene spinto dalla sua editrice, Isabelle, a tenerli ancora in casa. Berruto scopre che Daphné è figlia di un potente industriale, ricca di famiglia e dedita ad un'arte eccessivamente post-moderna: Berruto intende sedurla per farla divorziare da Fougerole, ottenendone le enormi fortune. Babik ha tuttavia un senso dell'onore elevatissimo, e più volte impedisce i tentativi di seduzione dell'uomo per ricambiare l'ospitalità di "Brazaperte". Questo stesso senso dell'onore impone alla figlia diciassettenne Lulughia di non avere contatti con ragazzi fino al matrimonio, mentre il giovane Lionel tenta di sedurla. Le due famiglie tentano un approccio, organizzando una cena alla roulotte di Babik, a base di carne di talpa e vini pregiati. I tre Fougerole si rendono conto che Babik è estremamente rozzo e molto povero, ma è comunque estremamente accogliente e generoso.
Fougerole tenta di inserire la famiglia di Babik nella società: Babik stesso diventa un ottimo guardiano di un museo; la nonna e Fernanda vengono spedite a fare le pulizie in casa di Isabelle, che ne rimane soddisfatta; Crouch diventa un eccellente giardiniere comunale, essendo capace di stanare le talpe, mentre Piti e Renata vanno a scuola e i docenti sono soddisfatti: l'inserimento avviene perfettamente.
Fougerole partecipa anche ad un'occupazione universitaria, durante la quale riceve le avances della studentessa Fidélia.
Barzach, in un incontro per la pubblicazione di un suo libro, incontra un uomo che gli comunica la vera identità di Berruto, che non è rom ma marsigliese. Fougerole perde la faccia di fronte a politici e intellettuali, e anche di fronte alla moglie, che trova sul suo cellulare una foto osé inviata da Fidélia. Daphné decide di ripescare il concetto di amore libero e cedere lei stessa alle avances di Berruto, ma interviene Babik che minaccia l'uomo con una sparachiodi. Tuttavia Daphné caccia di casa Fougerole, che è costretto a dormire da Babik. Babik si rende conto che la giovane Lulughia non è in casa e costringe Fougerole a rintracciarla: è ad una festa a Parigi assieme a Lionel. Riacciuffati i due giovani, Babik vuole assicurarsi della verginità della figlia, facendo controllare alla nonna che l'imene sia integro, ma Lionel confessa di averla già sedotta, e di amare Lulughia. In un primo momento Babik è tentato di rompere i denti a Fougerole ma, dopo la promessa di matrimonio di Lionel, si ravvede. Daphné capisce di aver commesso un errore e caccia di casa Berruto.
Alla fine, Jean-Etienne e Daphné raggiungono Babik e famiglia in Romania per il matrimonio tra Lionel e Lulughia e Babik rivela a Jean-Etienne di aver preso contatti con Isabelle per scrivere un libro sulla storia appena vissuta.
La pellicola si chiude rivelando l'inaspettata omosessualità del conservatore Barzach.